# Long Island Motor Parkway
De Long Island Motor Parkway, ook wel bekend als de Vanderbilt Parkway, Vanderbilt Motor Parkway en Motor Parkway, is een grotendeels voormalige autoweg op Long Island, New York. De weg werd uitsluitend ontworpen voor auto's en was daarmee de eerste auto(snel)weg ter wereld. Ook was het 's werelds eerste weg met uitsluitend bruggen en viaducten op kruispunten. De parkway werd aangelegd in opdracht van William Kissam Vanderbilt II en geopend op 10 oktober 1908. In 1938 werd de weg alweer gesloten. Er zijn nog enkele restanten van de weg te vinden, die in gebruik zijn als fietspad of onderdeel zijn geworden van andere autowegen.

## Aanleg

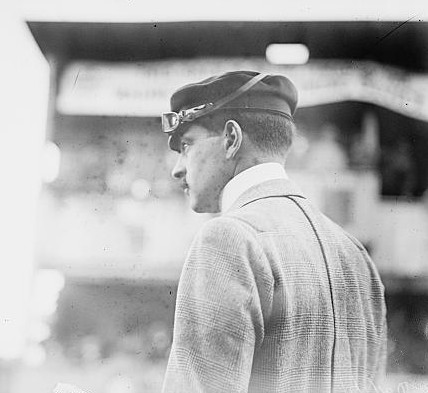
William Kissam Vanderbilt II, die de weg aanlegde

William Kissam Vanderbilt II, achterkleinzoon van Cornelius Vanderbilt, was een groot liefhebber van autosport. In 1904 organiseerde hij de Vanderbilt Cup, de eerste grote autocompetitie, die vervolgens jaarlijks werd gehouden. De wedstrijd voerde in eerste instantie over bestaande wegen en straten in Nassau County, maar na een noodlottig ongeval waarbij twee toeschouwers overleden en anderen ernstig gewond raakten, werd besloten om een speciaal parcours aan te leggen. Dit parcours werd de Long Island Motor Parkway, voorzien van een betonnen wegdek, bruggen, viaducten, vangrails en beperkte toegang. Door al deze voorzieningen en maatregelen werd de weg beschouwd als de eerste auto(snel)weg ter wereld.
Oorspronkelijk was het de bedoeling om een 110 km lang traject aan te leggen van New York naar Riverhead, hoofdstad van Suffolk County. Uiteindelijk werd slechts 72 km aangelegd van Queens (New York) naar Lake Ronkonkoma. De aanleg hiervan kostte 6 miljoen dollar en begon in juni 1908. Op 10 oktober 1908 werd het eerste deel, van Queens naar Bethpage, geopend. Nog datzelfde jaar werd de Vanderbilt Cup op het parcours gereden en in 1909 en 1910 op het volledige traject (dat inmiddels voltooid was). Ondanks alle voorzieningen en maatregelen vond er tijdens de wedstrijd van 1910 wederom een noodlottig ongeval plaats, waarbij twee automonteurs om het leven kwamen en de bestuurders (zwaar)gewond raakten. Daags na het ongeval stelde de staat van New York een verbod in op wedstrijden op autowegen.

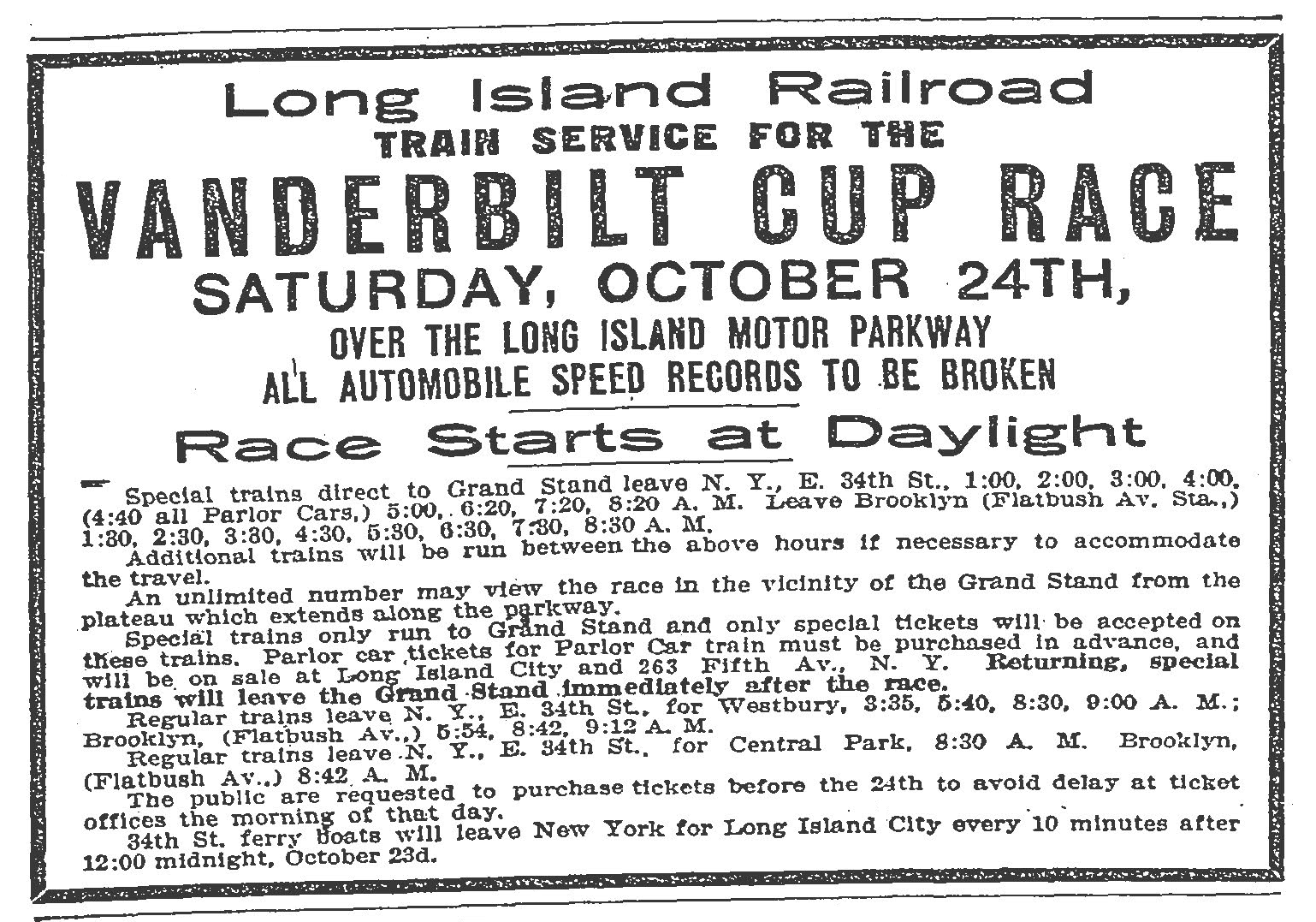
Advertentie in The New York Times (18 oktober 1908)

In 1911 werd de weg enerzijds verlengd naar Lake Ronkonkoma en anderzijds van Great Neck naar Fresh Meadows (Queens).

## Toegangswegen

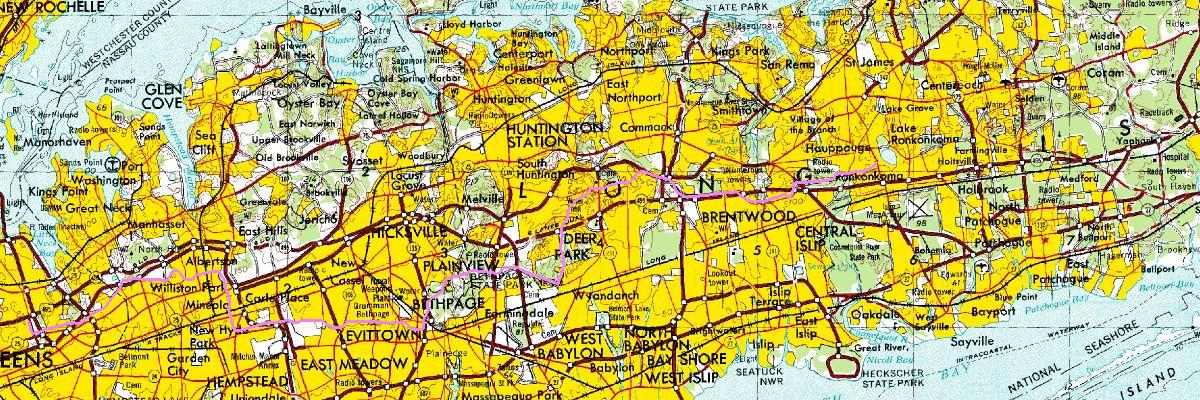
Kaart met daarop de Long Island Motor Parkway (paars)

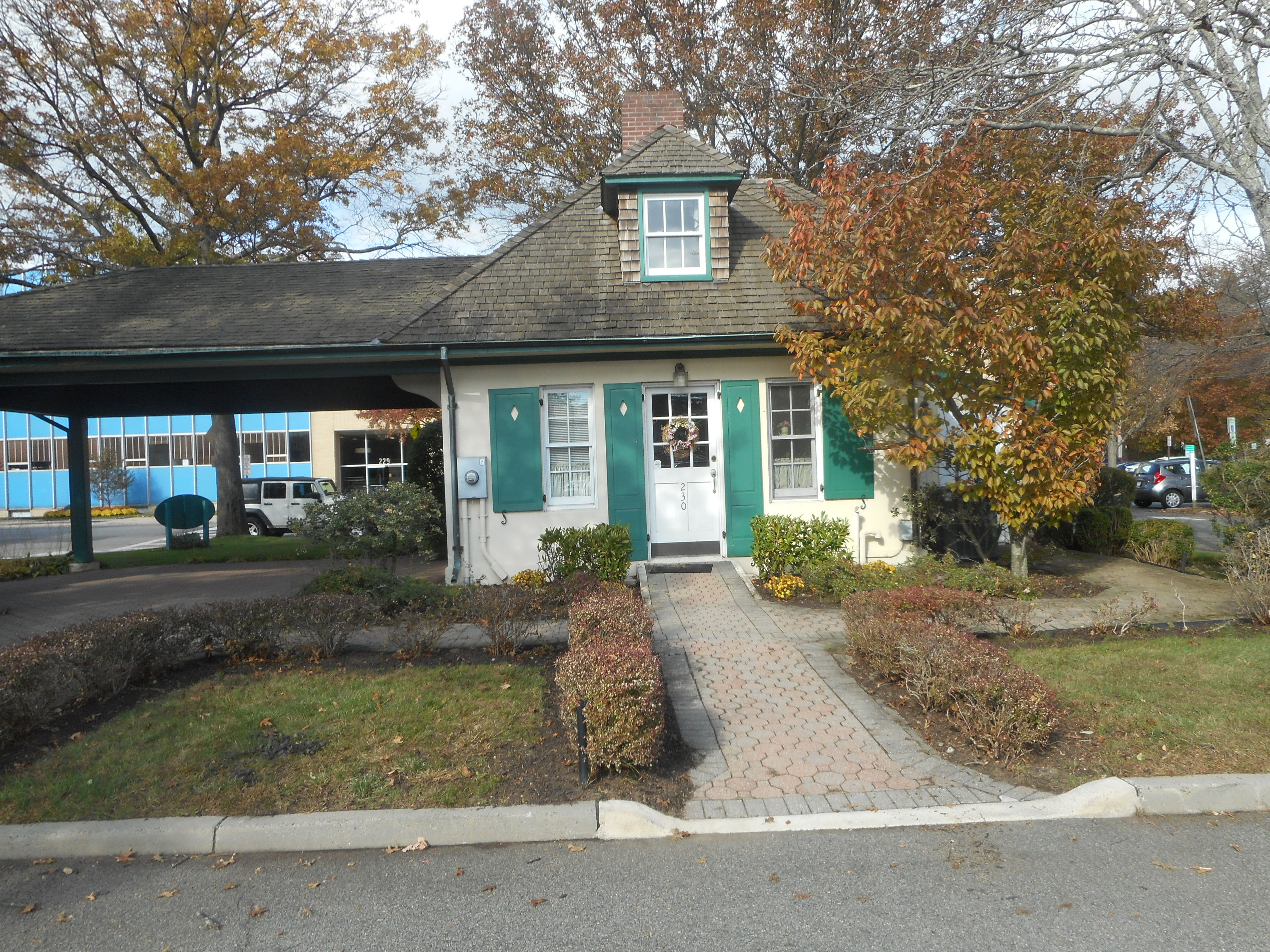
Voormalig tolhuisje in Garden City

Na de sluiting van de weg als racebaan, werd de Long Island Motor Parkway een tolweg. De weg kon daardoor alleen worden bereikt via een aantal tolhuisjes die op de hoeken van lokale wegen in de diverse aangrenzende plaatsen waren gebouwd. De hieronder genoemde wegen waren verbonden met de Long Island Motor Parkway:
- Nassau Boulevard (NY 25D), ten westen van Francis Lewis Boulevard. Later[(sinds) wanneer?] is de Long Island Expressway (I-495) over dit traject aangelegd.
- Hillside Avenue (NY 25B) – Springfield Boulevard, ten zuiden van 77th Avenue;
- Great Neck – Lakeville Road, ten zuiden van Lake Road;
- Roslyn – Roslyn Road, ten zuiden van Barnyard Lane;
- Mineola – Jericho Turnpike (NY 25), ter hoogte van Rudolph Drive;
- Garden City – op de hoek van Clinton Road en Vanderbilt Court;
- Meadowbrook – Merrick Avenue, ten noorden van Stewart Avenue;
- Bethpage – Hicksville Road (NY 107), ten zuiden van Avoca Avenue, en Round Swamp Road, ten zuiden van Old Bethpage Road;
- Melville – Broad Hollow Road, ten noorden van Spagnoli Road;
- Deer Park – Deer Park Road (NY 231);
- East Commack – Commack Spur, parallel aan Harned Road (CR 14) en Jericho Turnpike (NY 25);
- Brentwood – Washington Avenue;
- Ronkonkoma – Rosevale Avenue.

Ten tijde van de opening kostte de toegang 2 dollar. In 1912 werd de tol verlaagd naar 1 dollar 50, in 1917 naar 1 dollar en in 1938 naar 40 cent. De eerste zes tolhuisjes waren ontworpen door architect John Russell Pope, bekend van onder meer het Jefferson Memorial en de rotunda in het American Museum of Natural History. De huisjes waren voorzien van een woonruimte, zodat beambten te allen tijde tol konden heffen. Het prominentste tolhuisje - tegenwoordig een monument - staat in Garden City. Het huisje heeft als adres 230 Seventh Street, maar stond vóór 1989 op de hoek van Clinton Road en Vanderbilt Court, en is nu in gebruik als kantoor van de lokale Kamer van Koophandel.

## Laatste jaren

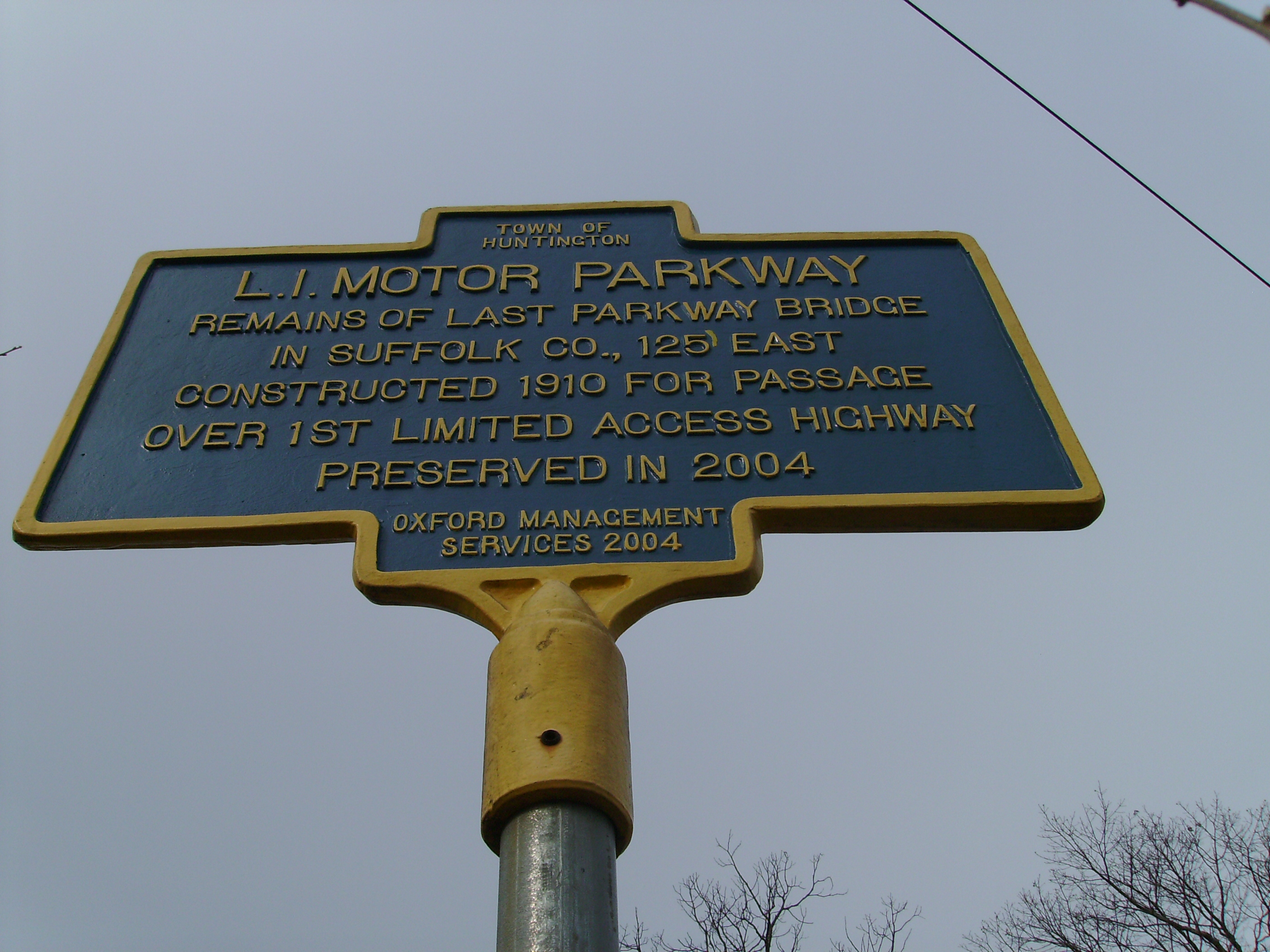
Historisch plakkaat in Melville

Vanaf 1920 werden de technieken omtrent het aanleggen van autowegen in rap tempo verbeterd, waardoor de Long Island Motor Parkway een krappe 20 jaar na de aanleg alweer verouderd was. Stadsplanoloog Robert Moses tekende dan ook een plan op voor een veel bredere weg: de Northern State Parkway. In 1933 begon de aanleg van die weg.
In 1929 werd steeds meer druk vanuit inwoners en lokale politici op het staatsbestuur van New York uitgeoefend, met de bedoeling dat de staat de weg zou overnemen en opnemen in het inmiddels vergevorderde netwerk van parkwegen (parkways). De staat was echter terughoudend omdat de weg uit diverse smalle stukken en steile bruggen bestond, die allemaal niet voldeden aan de inmiddels ingestelde standaarden. Robert Moses sprak zich zelfs fel uit tegen de overname, omdat de Long Island Motor Parkway in zijn ogen al "twintig jaar lang een doorn in het oog" was en heraanleg te kostbaar was en te veel tijd in beslag zou nemen.
Na de voltooiing van de Northern State Parkway, was het einde van de Long Island Motor Parkway in zicht. In 1937 werd het trajectdeel in Suffolk County overgedragen aan het countybestuur. In juli 1938 volgde het gedeelte in Nassau County, wat deels in handen kwam van het countybestuur en deels werd overgedragen aan de Long Island State Parks Commission.

## Restanten
Het grootste gedeelte van de weg was nog als dusdanig herkenbaar tot in de jaren 70 van de twintigste eeuw, hoewel er wel steeds meer nieuwe wegen begonnen te kruisen. In en rond Islandia zijn er tussen de weg kantoren gebouwd, waardoor de weg breder is geworden.

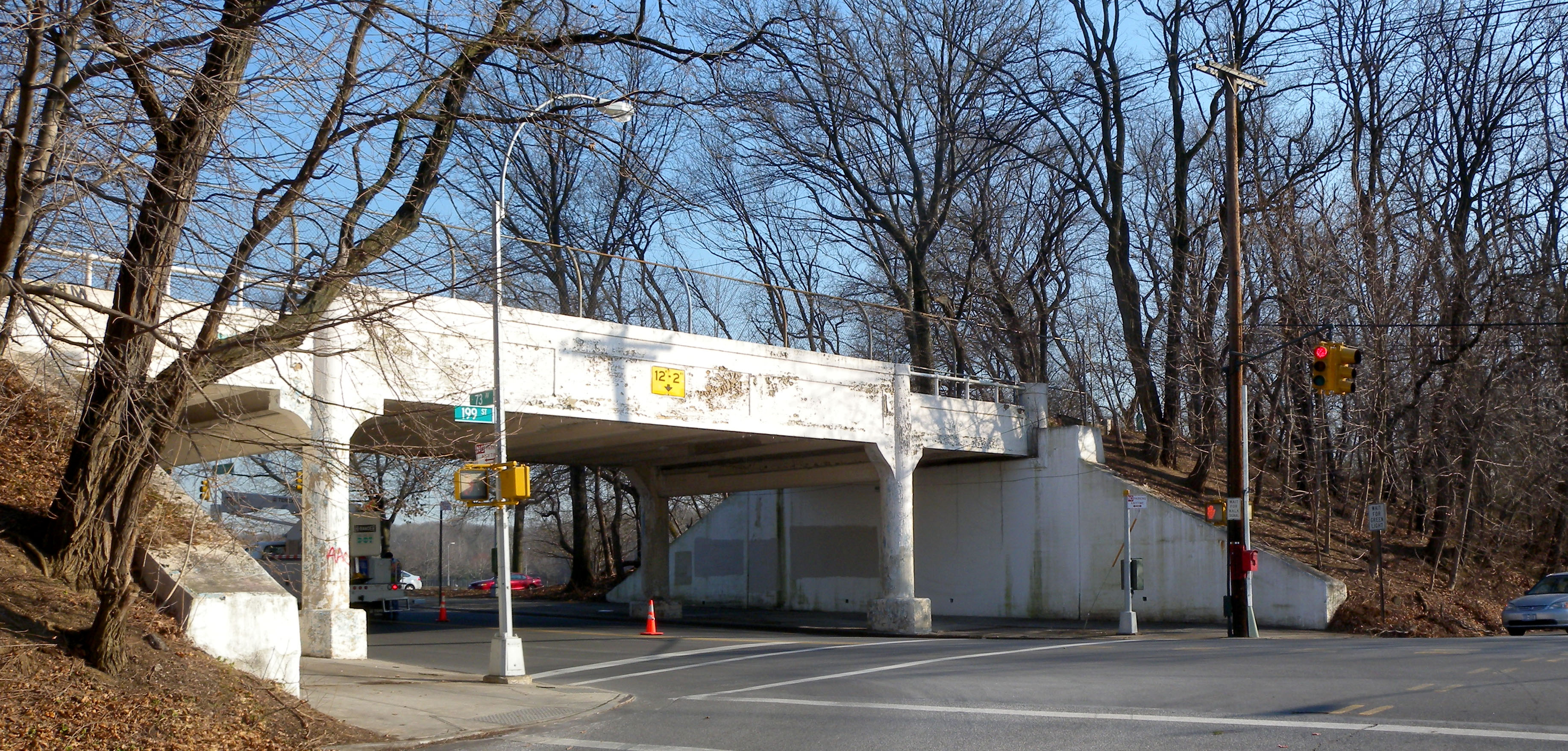
Viaduct over 73rd Avenue in Queens

### Queens
In Queens is het grootste deel van het traject behouden, eerst als autoweg en tegenwoordig als fietspad. Het pad loopt van Cunningham Park naar Alley Pond Park. Ook de meeste op- en afritten kunnen worden gebruikt door fietsers.

### Nassau County
In Nassau County is het grootste deel van het traject verdwenen of onderdeel geworden van modernere wegen. In Lake Success (Great Neck) is een klein gedeelte behouden. Dit gedeelte is echter niet toegankelijk, noch aangegeven, omdat het deel uitmaakt van het terrein van de Great Neck South High School. Het voormalige tolhuis aldaar is bij een ander pand gevoegd.

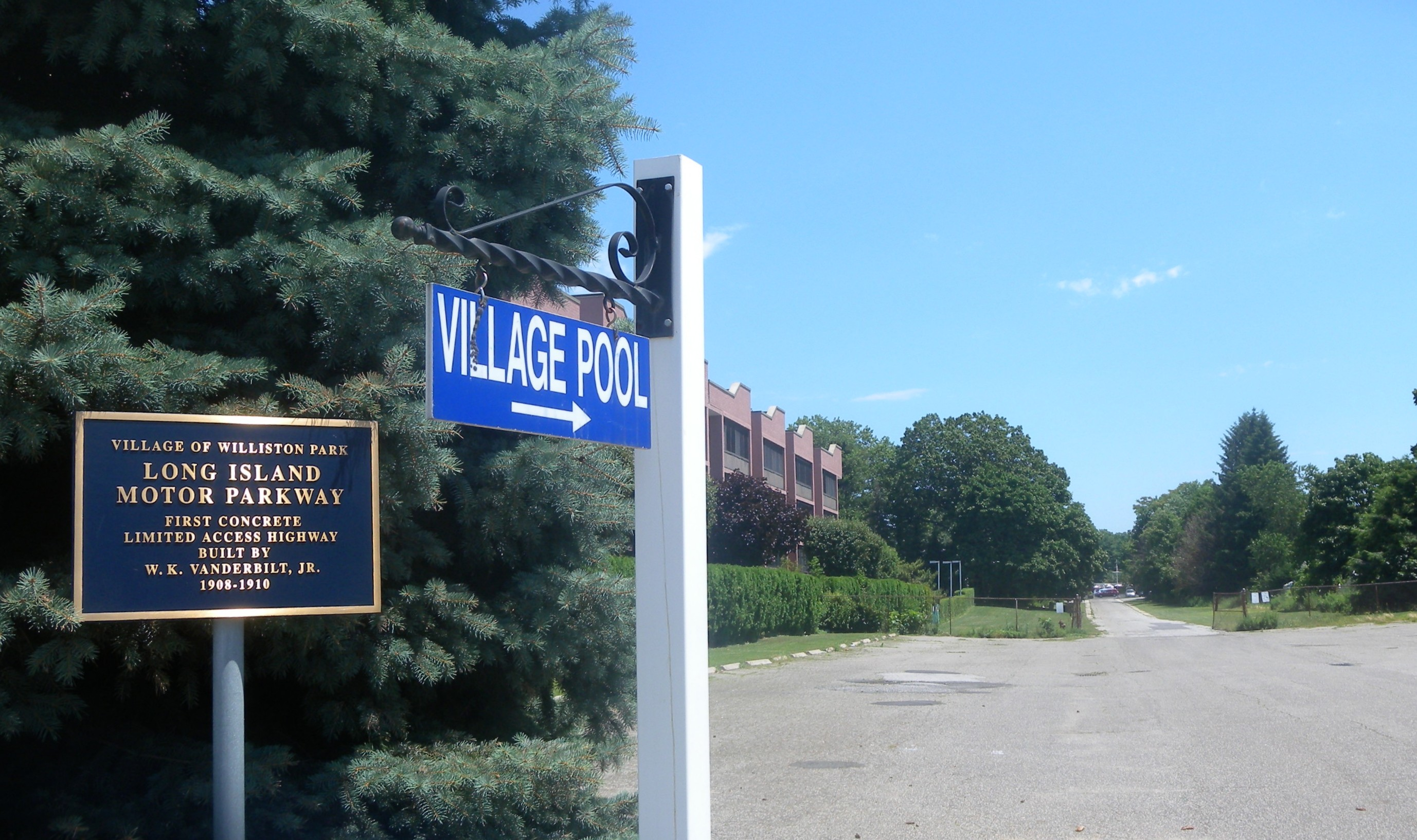
Restant van de weg in Williston Park

Ook langs Willis Avenue, op de grens tussen Albertson en Wiliston Park, is nog een klein gedeelte zichtbaar. Aan de oostzijde van Willis Avenue is een klein deel nog in gebruik als toegangsweg tot het zwembad van Williston Park.

### Suffolk County
Het traject alhier is nog volop in gebruik als provincialeweg onder de naam Vanderbilt Motor Parkway (CR 67). De weg loopt van Half Hollow Road in Dix Hills naar het oorspronkelijke eindpunt in Ronkonkoma, dicht bij het meer van Lake Ronkonkoma.

## Jubileum
In 2008 werd het honderdjarig jubileum gevierd. Op 30 oktober 2011 werd dit feest herhaald, maar nu in en rond Lake Ronkonkoma omdat dat gedeelte pas in 1911 voltooid was. Voor de gelegenheid werd er een optocht met auto's van vóór 1948 gehouden tussen Dix Hills en Lake Ronkonkoma, met vooraan de stoet de auto's die in 1909 en 1910 gereden werden door de winnaars van de Vanderbilt Cup-races.

## Galerij

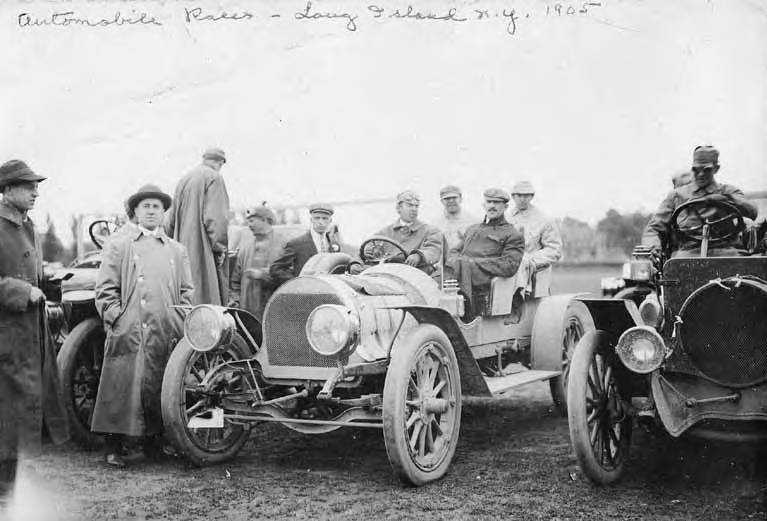
Groep mensen met raceauto's (1905)
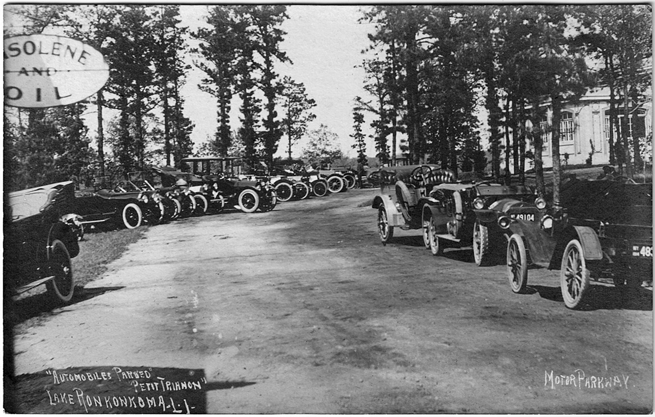
Geparkeerde auto's aan het einde van de Long Island Motor Parkway (ca. 1915)
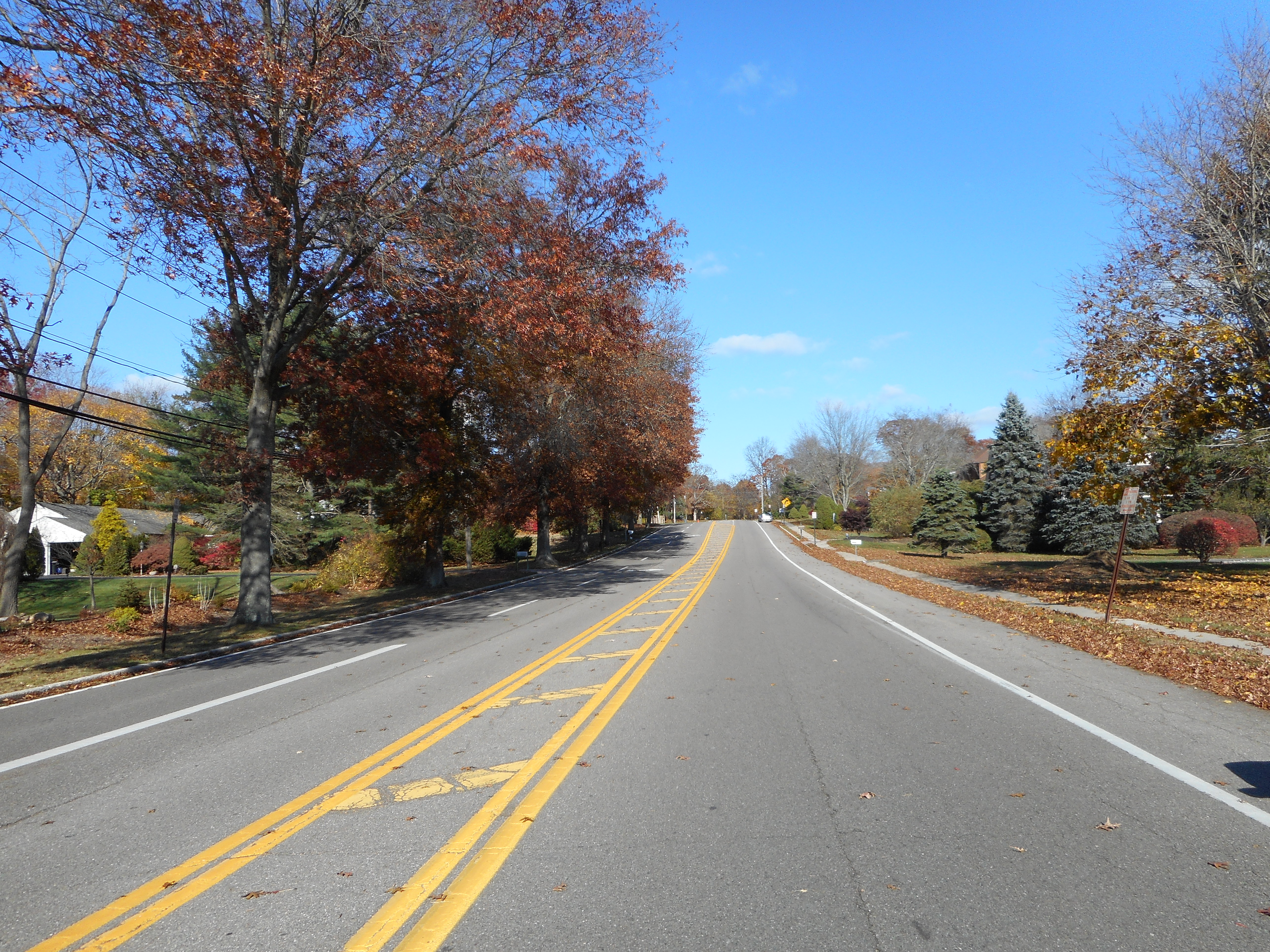
Begin van de Vanderbilt Parkway in Suffolk County